# Among the Living
Among the Living é o terceiro álbum de estúdio da banda de thrash metal Anthrax. Lançado em 22 de março de 1987 pela Island Records/Megaforce Records, o disco contou com a produção do renomado Eddie Kramer, que já trabalhou com artista como o Kiss, Jimi Hendrix e Led Zeppelin. 
É considerado um dos melhores álbuns de thrash metal de todos os tempos, junto de álbuns como Master of Puppets do Metallica, Rust In Peace do Megadeth e Reign in Blood do Slayer, pela imprensa especializada. 
Em 31 de julho de 1990, o álbum foi certificado com disco de ouro pela RIAA. 

## Faixas
Todas as faixas foram compostas pelo Anthrax, exceto onde anotado:
| N.º | Título                     | Compositor(es)         | Duração |  |
| 1.  | "Among the Living"         |                        | 5:16    |  |
| 2.  | "Caught in a Mosh"         |                        | 5:00    |  |
| 3.  | "I Am the Law"             | Anthrax e Danny Lilker | 5:57    |  |
| 4.  | "Efilnikufesin (N.F.L.)"   |                        | 4:54    |  |
| 5.  | "A Skeleton in the Closet" |                        | 5:32    |  |
| 6.  | "Indians"                  |                        | 5:40    |  |
| 7.  | "One World"                |                        | 5:56    |  |
| 8.  | "A.D.I./Horror of It All"  |                        | 7:49    |  |
| 9.  | "Imitation of Life"        | Anthrax e Lilker       | 4:22    |  |

| Críticas profissionais                                                      | Críticas profissionais |
| Avaliações da crítica                                                       | Avaliações da crítica  |
| Fonte                                                                       | Avaliação              |
| --------------------------------------------------------------------------- | ---------------------- |
| allmusic                                                                    | [ 4 ]                  |
| BBC                                                                         | (Positivo)             |
| Esta tabela precisa de ser acompanhada por texto em prosa. Consulte o guia. |                        |

## Integrantes
- Joey Belladonna - vocal
- Scott Ian - guitarra e backing vocals
- Dan Spitz - guitarra solo
- Frank Bello - baixo e backing vocals
- Charlie Benante - bateria

## Detalhes históricos
- A capa do álbum contém a figura de "Henry Kane", um personagem do filme Poltergeist 2.
- A música "I Am the Law" é baseado no personagem de histórias em quadrinho, Judge Dredd. A música "Efilnikufesin" (Nice Fuckin Life ao reverso) é baseada na vida de John Belushi.
- O álbum foi dedicado ao ex-baixista do Metallica Cliff Burton, que morreu no ano anterior.
- Na turnê de reunião do grupo em 2005, a banda tocou o álbum inteiro em um show.